# Baix Vinalopó
El Baix Vinalopó és una comarca valencianoparlant del sud del País Valencià, amb capital a Elx. Forma part de les anomenades Comarques del Sud del País Valencià. Limita pel Nord amb el Vinalopó Mitjà i l'Alacantí, a l'Est amb la mar Mediterrània, al Sud i Oest amb el Baix Segura.

## Geografia
Es poden dividir dues grans parts geogràfiques al Baix Vinalopó. La part septentrional, amb terrenys escarpats i muntanyosos; i la part meridional, amb grans planures i llacunes naturals. La comarca és travessada pel Vinalopó
De les serralades és de destacar la Serra de Crevillent que, amb 835 m.s.n.m. al cim de la Vella, és el sostre de la comarca. Es tracta d'una serralada pantalla que es pot albirar des de tota la comarca, i des d'on hi ha una gran vista cap a tots els punts cardinals; la seua geografia, igual que a la resta de muntanyes de la comarca (com les serres d'Elx i de Santa Pola), està marca per una forta aridesa concentrant-se la major part de vegetació en l'ombria i als barrancs. La seua principal característica són els forts pendents que hi ha.
D'ella, comença una baixada progressiva formant un glacis que arriba fins a la mar Mediterrània. En aquest glacis se situava l'antiga Albufera d'Elx, encara patent als llacs naturals que hi ha a la comarca: El Fondo, les Salines de Santa Pola i el Clot de Galvany. Els voltants de tots dos, el terreny és molt salí i poc apte per als conreus.
En la zona costanera, avui prou degradada per l'especulació urbanística, encara s'hi poden trobar platges poc transformades com el Carabassí o la platja del Pinet on, encara romanen pinars, dunes i salines.
El riu de la comarca per excel·lència, i únic, és el Vinalopó. S'hi troba el pantà d'Elx, del segle xvii, i travessa la ciutat homònima. Uns quilòmetres més avall, és canalitzat sense arribar a la seua desembocadura natural, les Salines de Santa Pola.

## Municipis
Les dades bàsiques dels «3 municipis», amb les xifres de població del padró municipal d'habitants 2023, són:
| Municipi      | Habitants (2023) | Sup. (km²) | Dens. (2023) (hab./km²) |
| ------------- | ---------------- | ---------- | ----------------------- |
| Elx           | 238.293          | 326,1      | 730,7                   |
| Santa Pola    | 37.816           | 58,6       | 645,3                   |
| Crevillent    | 30.191           | 103,3      | 292,3                   |
| Baix Vinalopó | 306.300          | 488,8      | 626,6                   |

## Història
La comarca del Baix Vinalopó és de creació moderna, l'any 1989, i ençà formava part de la històrica Horta d'Alacant, juntament amb Guardamar del Segura (Baix Segura). Aquesta comarca antiga apareix al mapa de comarques d'Emili Beüt "Comarques naturals del Regne de València" publicat l'any 1934.

## Economia
De l'agricultura és de destacar el conreu de regadiu al Camp d'Elx i el sud del terme de Crevillent, mentre que en la part nord de la comarca destaca d'agricultura del secà.
El sector secundari és un dels principals motors econòmics, sobretot a les poblacions d'Elx i Crevillent, especialitzant-se cadascun en un sector concret: el calçat a la capital de la comarca i les catifes a Crevillent. Encara que avui en dia existeixen una gran quantitat d'indústries en totes dues poblacions. En Santa Pola destaca la indústria salina i la pesca.
A les últimes dècades, el turisme s'ha convertit en el principal eix de l'economia del Baix Vinalopó. Santa Pola és un gran centre turístic i les platges d'Elx també han patit una forta empremta. Malauradament, aquest tipus de turisme és l'anomenat turisme de sol i platja, el que suposà una gran construcció d'urbanitzacions vora mar destruint, així, gran part de l'atractiu natural.

## Llocs d'interés

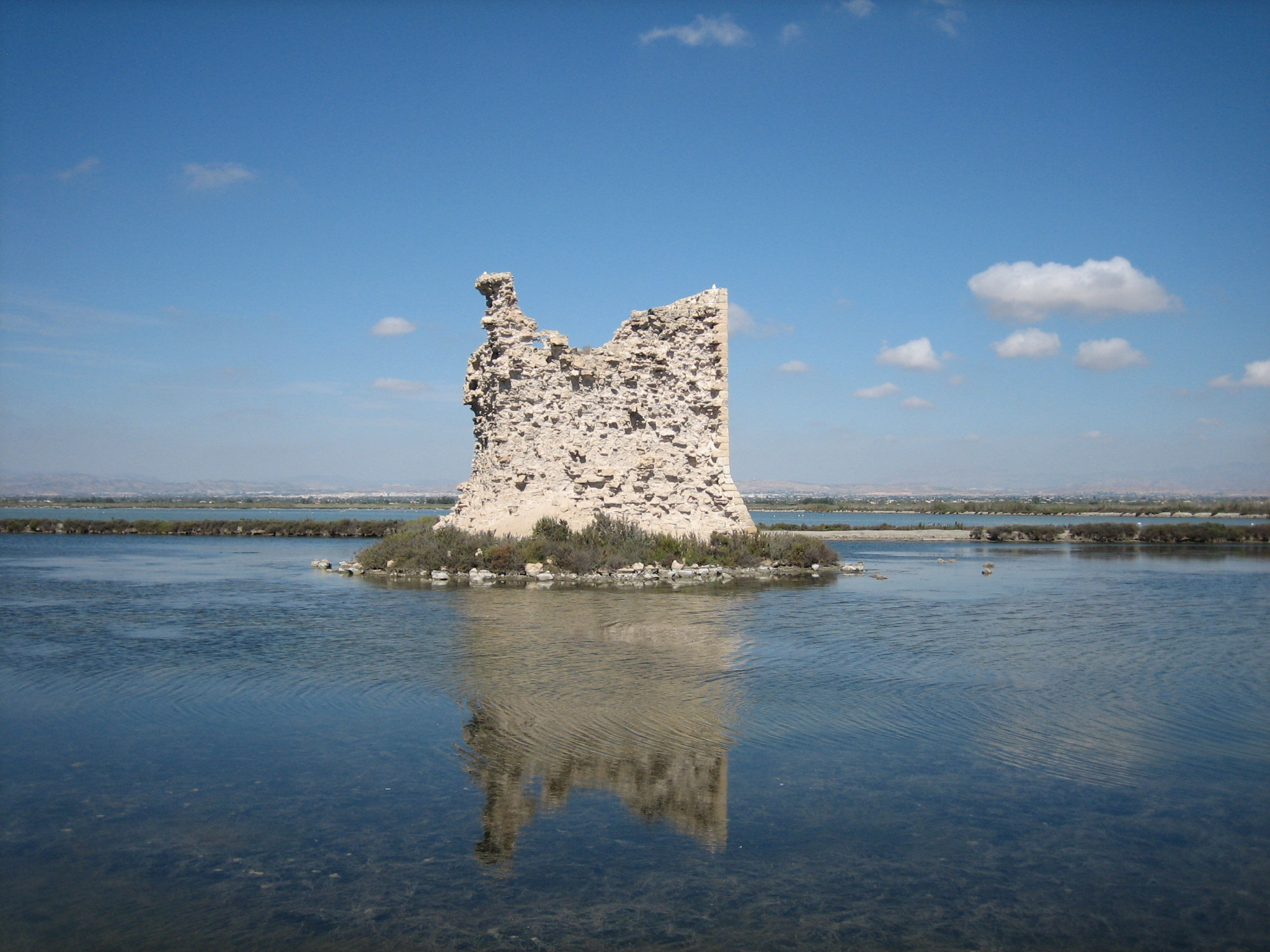
Torre del Tamarit a les Salines de Santa Pola

### Naturals
- El Fondo d'Elx-Crevillent.
- Les Salines de Santa Pola.
- La Serra de Crevillent.
- El Clot de Galvany.
- Les platges del Carrabassí i del Pinet.
- L'Illa de Tabarca.

### Culturals
- El Palau d'Altamira a Elx.
- El Castell de Santa Pola.
- Les Coves de Crevillent.
- L'Ajuntament d'Elx.

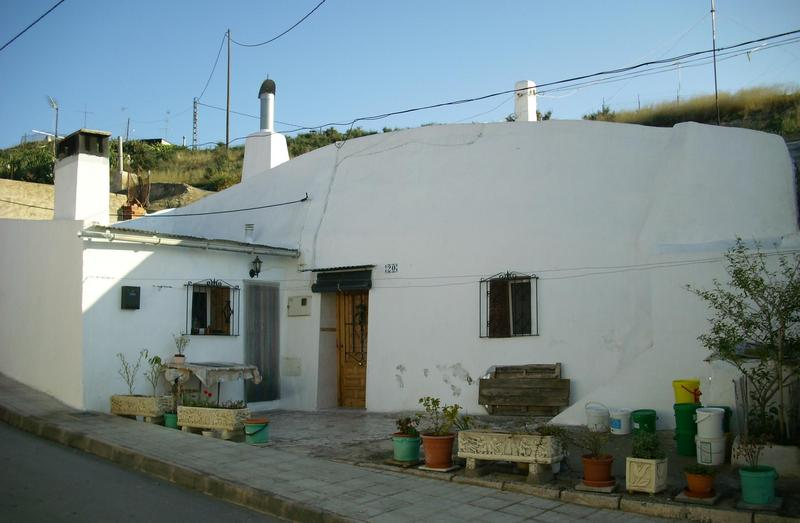
Cova habitatge de Crevillent

- La Basílica menor de Santa Maria d'Elx.
- La Font Antiga de Crevillent.
- El barri morisc de Crevillent.
- El Port de Santa Pola.
- Els Ravals d'Elx i Crevillent.
- El Misteri d'Elx.
- El Palmerar d'Elx.
- Els Moros i Cristians i la Setmana Santa de Crevillent.